# فيسنتي فيولا
فيسنتي فيولا (بالبرتغالية: Vicente Feola‏) مدرب كرة قدم برازيلي من أصول إيطالية ولد سنة 1909 في مدينة ساو باولو وتوفي عام 1975، درب المنتخب البرازيل سنة 1958 في كأس العالم سنة 1958 التي أُقيمت في السويد وقاد منتخب بلادة في تحقيق أول بطولة كأس عالم، وهو المدرب الذي قدم للعالم بيليه الذي ظهر للعام كموهبة فذة في تلك البطولة، قاد كذلك منتخب البرازيل في كأس العالم سنة 1966 لكن المنتخب البرازيلي أخفق في تحقيق المأمول في تلك البطولة، درب أيضاً أندية ساو باولو البرازيلي وبوكا جونيورز الأرجنتيني، تحت قيادة خاض المنتخب البرازيلي 74 مباراة فازوا في 55 منها وتعادلوا في 13 مباراة وخسروا ستة مباريات.

## روابط خارجية
- فيسنتي فيولا على موقع قاعدة بيانات كرة القدم.إي يو (الإنجليزية)
- فيسنتي فيولا على موقع بيانات كرة القدم. دي إي (الألمانية)
- فيسنتي فيولا على موقع Soccerway.com (الإنجليزية)
- فيسنتي فيولا على موقع عالم كرة القدم.نت (الإنجليزية)
- فيسنتي فيولا على موقع أوليمبيديا (الإنجليزية)